# Griffades d'ours des cavernes

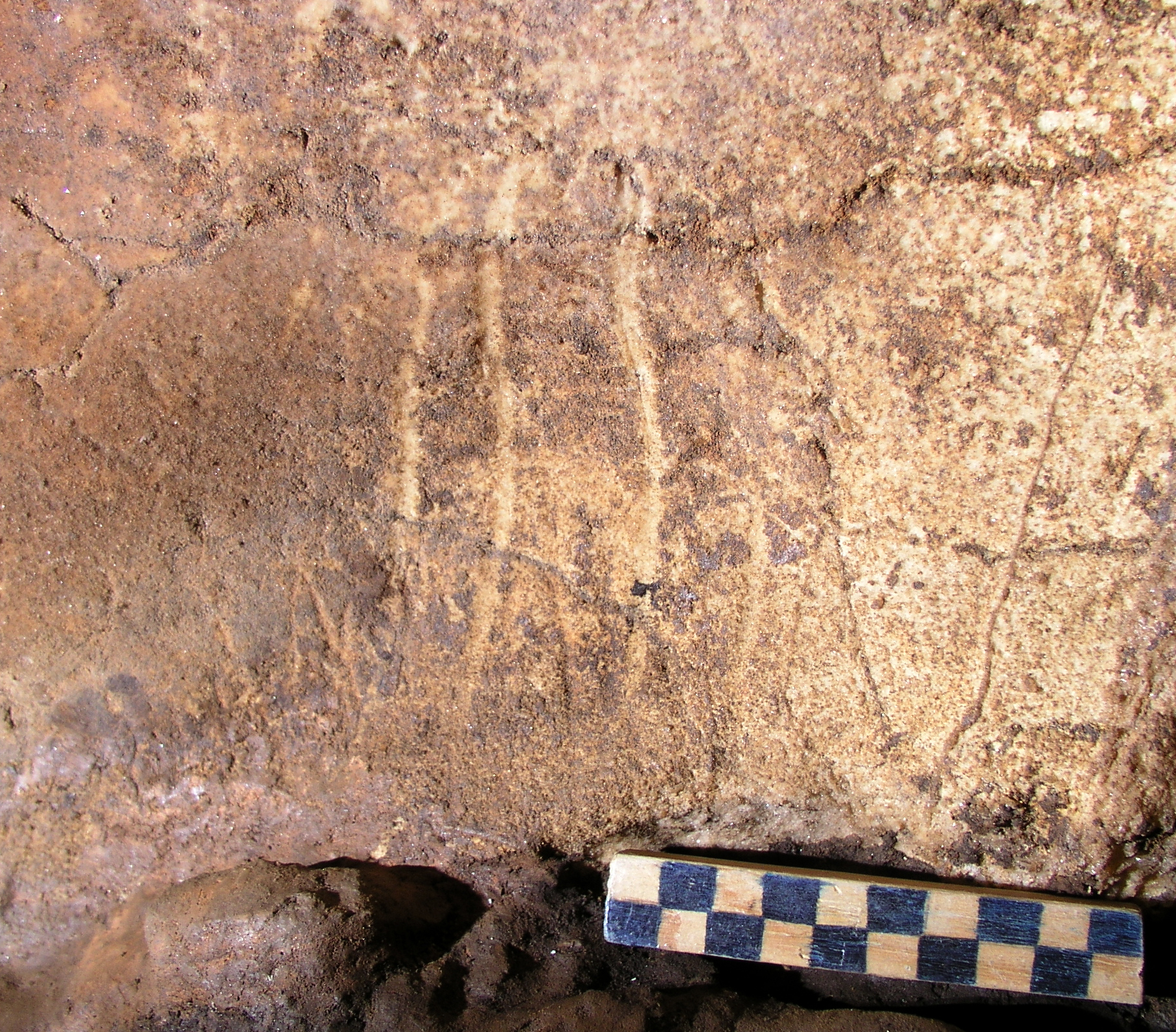
Griffade d'ours dans la grotte de Décamagne à Sainte-Anastasie, Gard, France..

Les griffades d'ours des cavernes désignent les lacérations de la paroi rocheuse produites par l'animal.

## Lacérations et griffades
Les parois des cavernes peuvent avoir été lacérées par les griffes des ours.
Les parties les plus profondes de la grotte Chauvet sont ainsi griffées jusqu'à trois mètres de hauteur. Ces griffades ont pu parfois servir de base à l'homme préhistorique pour l'art pariétal, comme à Bara-Bahau,, Chauvet, ou encore à Rouffignac, sur les parois de la « galerie Henri Breuil ». Dans le cas de la grotte de Rouffignac, les griffes de la patte de l'ours des cavernes ont tracé des marques allant du haut vers le bas et présentant une sensible courbure s'orientant sur la gauche. Ces marques d'ursidés recoupent et atténuent des griffades transversales plus anciennes. Une partie des griffades d'ours des cavernes ont été nettement effacées par des marques de doigts humains. Ces marques d'art pariétal ont été réalisées à une époque postérieure à l'occupation de la grotte par les ursidés. Encore d'autre griffades, datées de la fin du Moustérien et cette fois dues à un ours brun, ont été également identifiées sur les parois de la galerie de Rouffignac. Celles-ci sont associées à des tracés d'origine humaine. Pour le préhistorien Louis-René Nougier : « Le chasseur a examiné et reconnu ces traces. Les griffades de l'ours brun, elles au moins, lui étaient familières, s'il pouvait ignorer le puissant ancêtre des cavernes. L'ours brun a été le commensal de l'Homme paléolithique de Rouffignac ». 
Dans les cavités à ours, les bauges et les griffades sont souvent associées. L’intensité du marquage correspond au degré d’utilisation d’un secteur par les ours.

## Répartition géographique
Les griffades se retrouvent fréquemment, comme dans la grotte d'Altamira, en Cantabrie, mais aussi en Occitanie et Nouvelle-Aquitaine, à Baume-Latrone, Font de Gaume, Pech Merle, Bara-Bahau et ailleurs comme à Azé.

## Illustrations

Griffades d'ours des cavernes
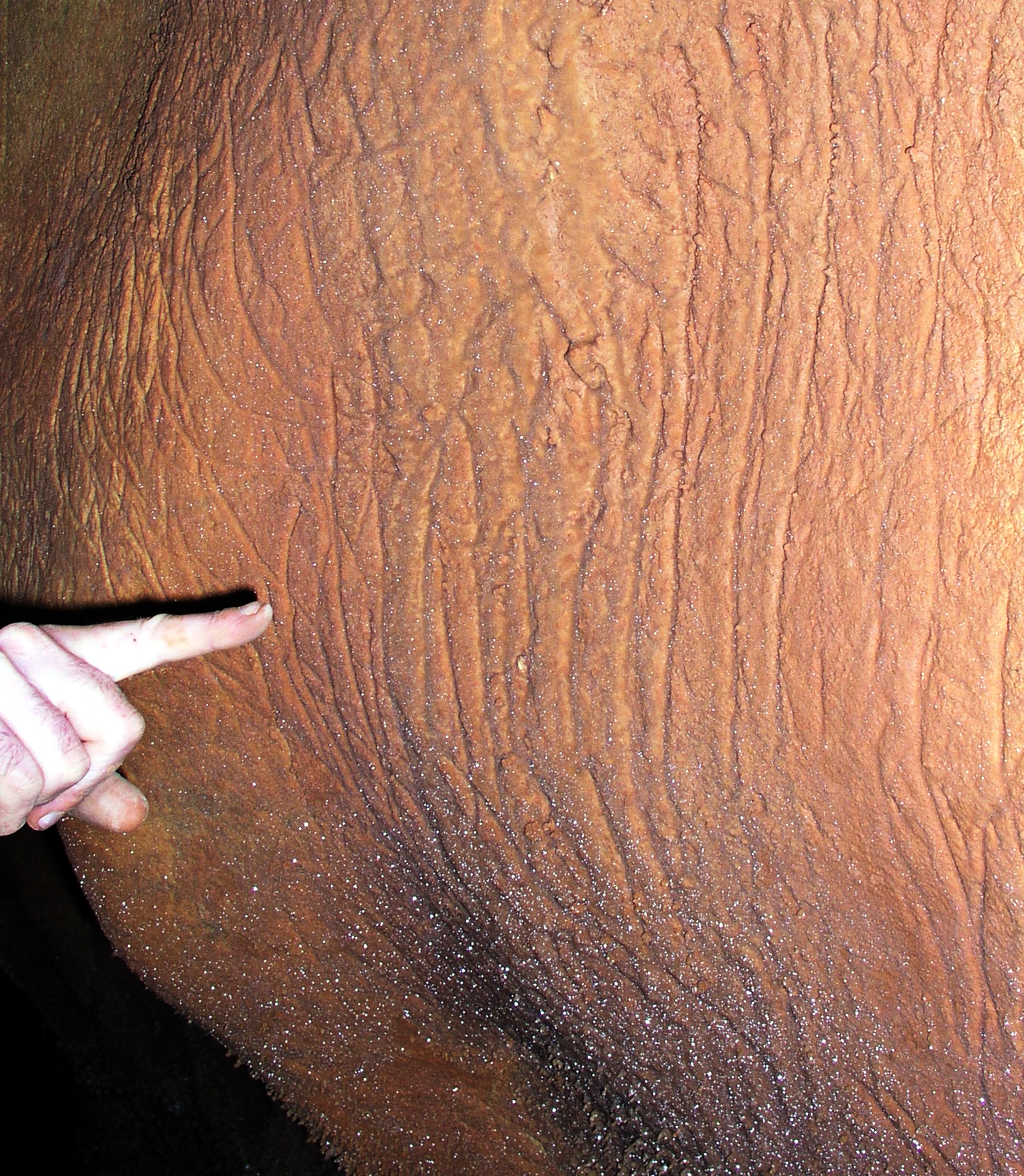
Griffades recouvertes de calcite dans la grotte du Seigneur à Méjannes-le-Clap, Gard, France.
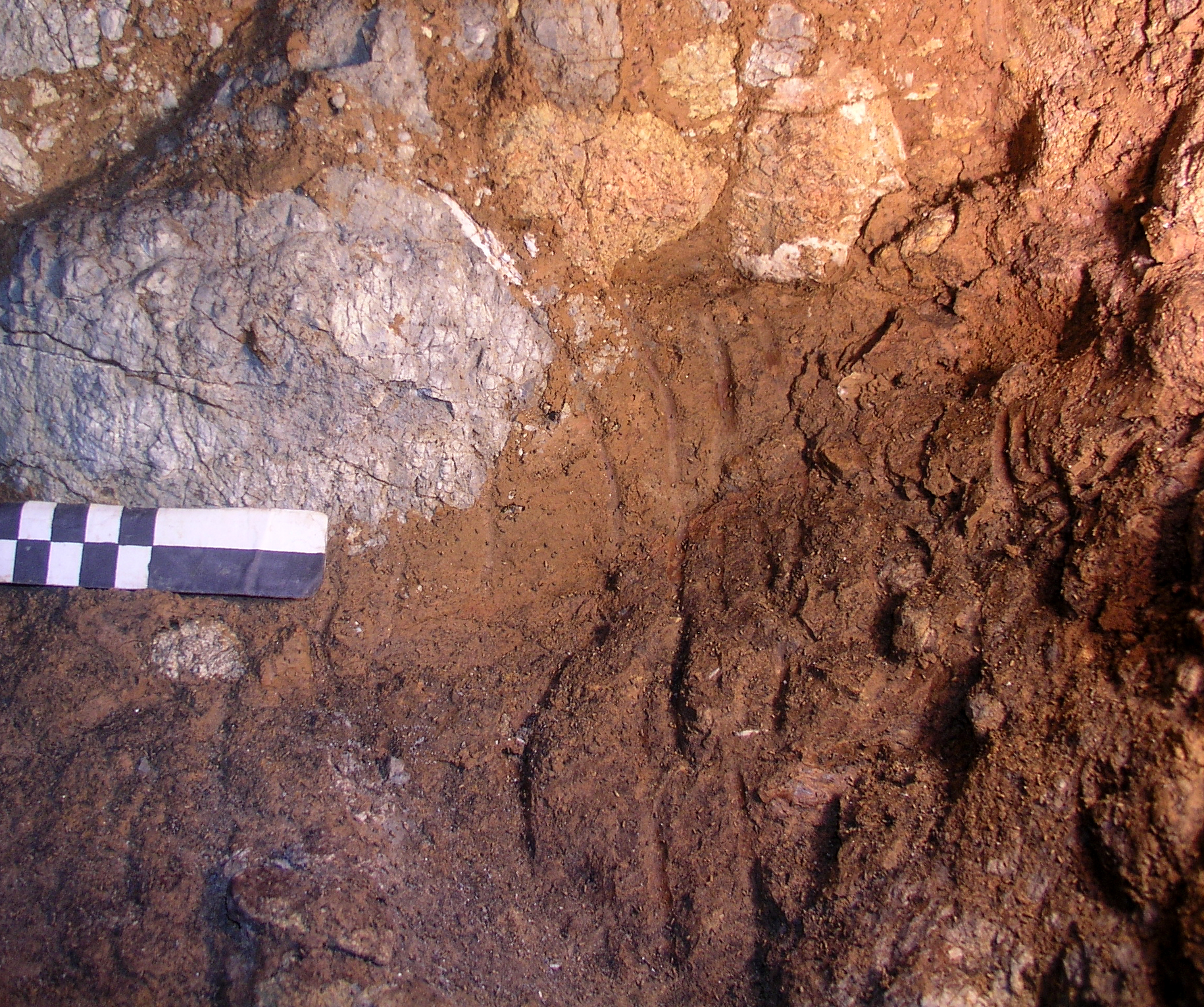
Griffade d'ours dans l'argile de la grotte de Sirach, Ria-Sirach, Pyrénées-Orientales, France.
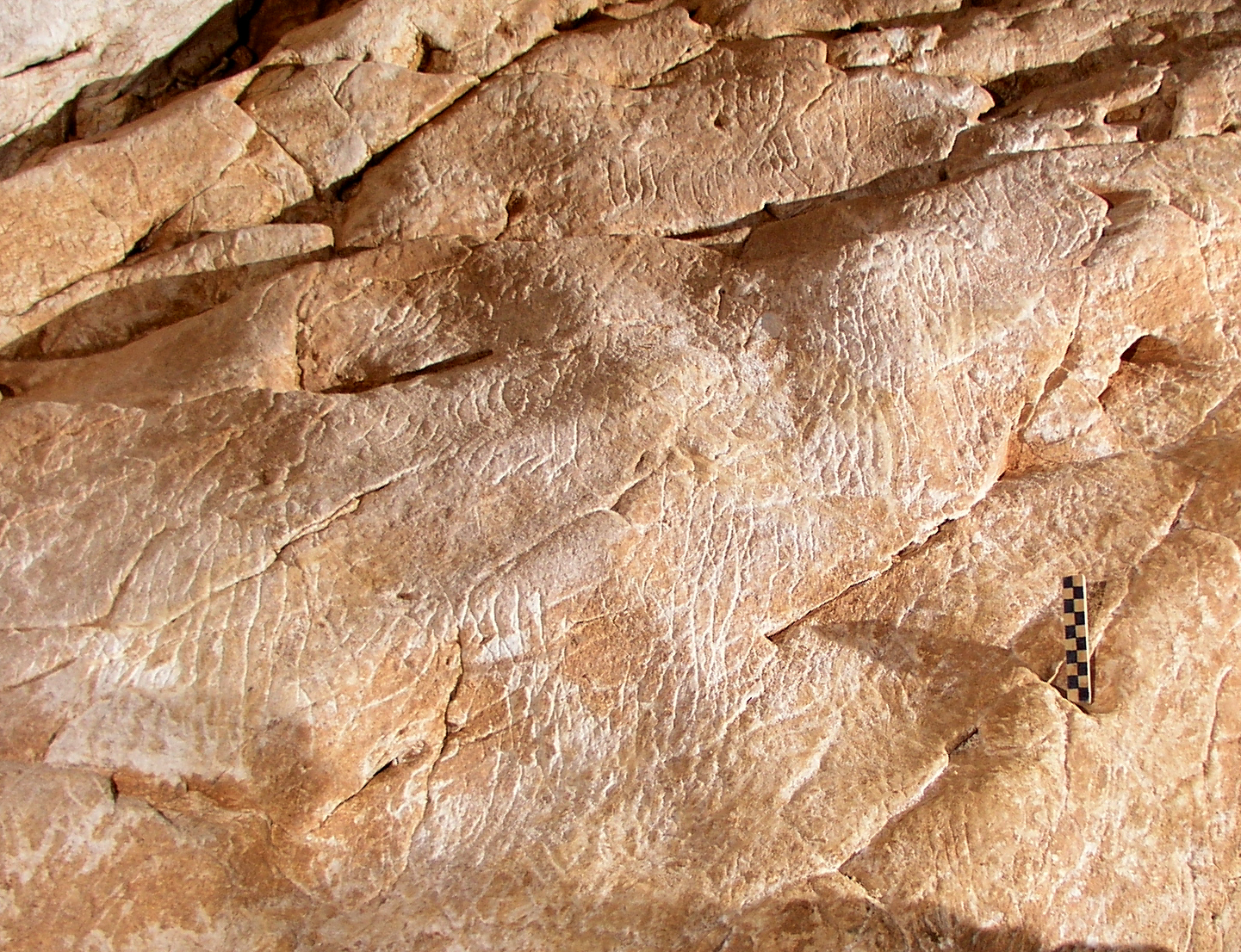
Griffades du gouffre d'Euzèdes, Riols, Hérault, France.
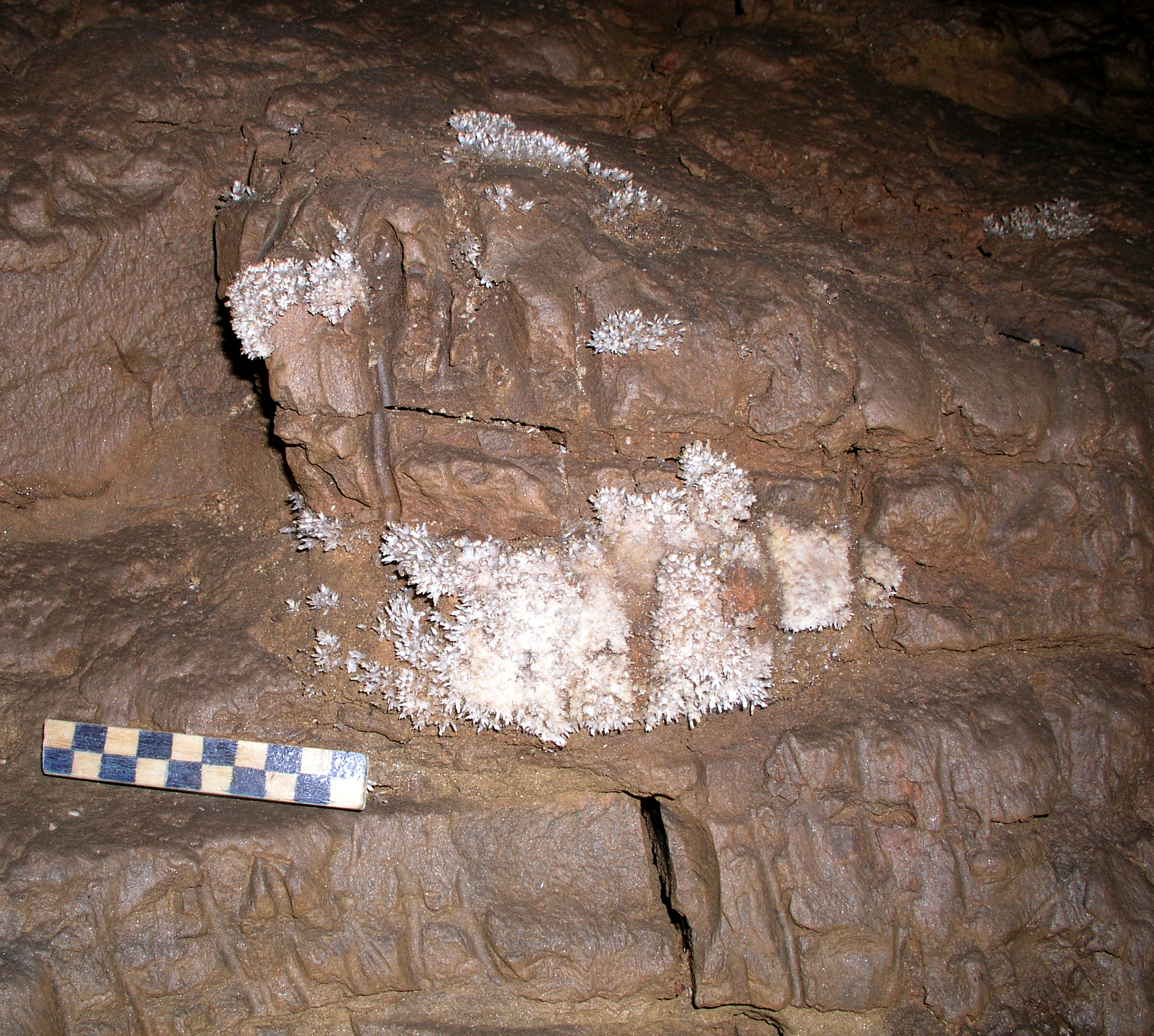
Griffades dans l'argile de la grotte de Décamagne, Sainte-Anastasie, Gard, France.
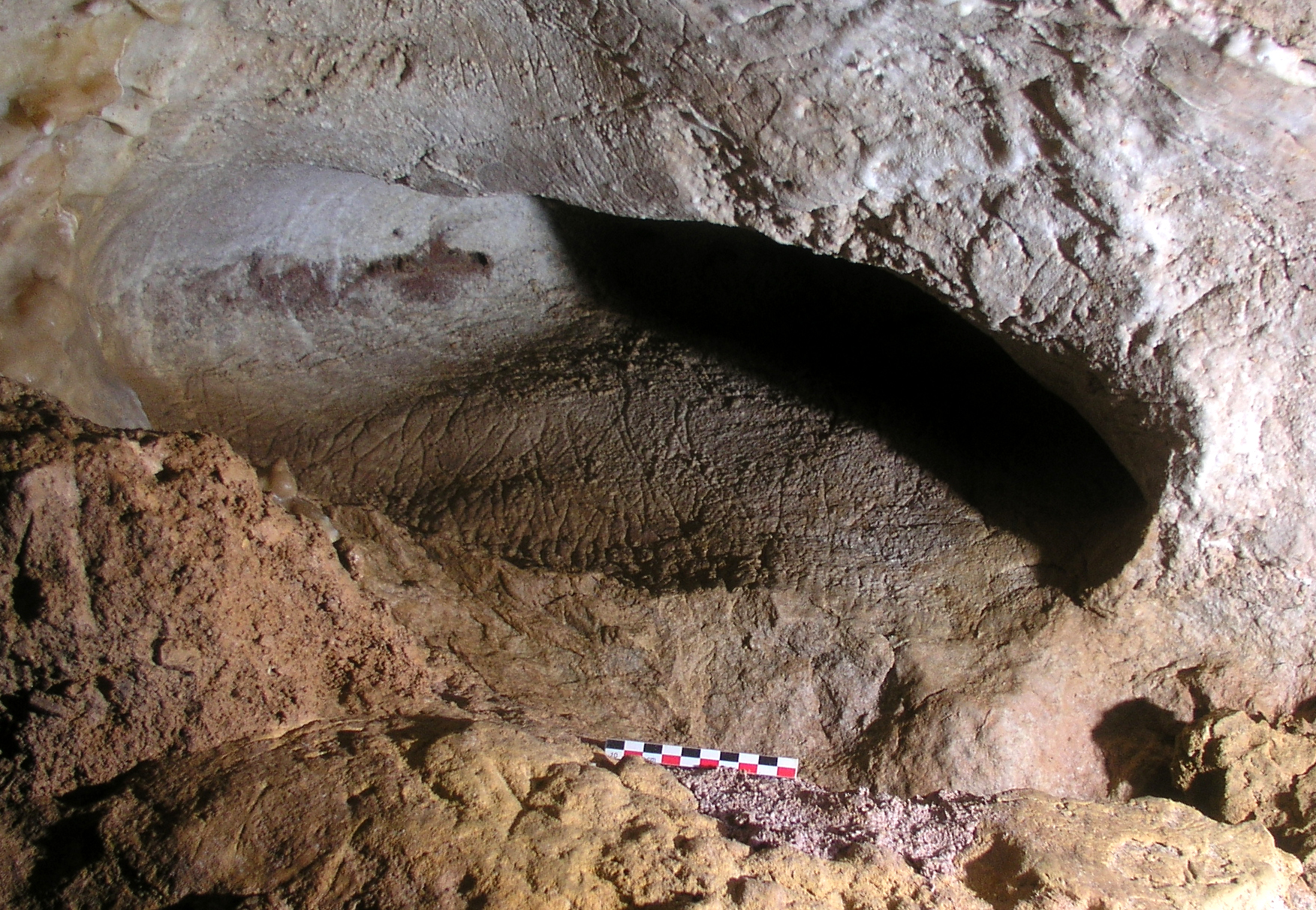
Griffades d'ours dans une coupole des grottes d'Azé, Saône-et-Loire, France.
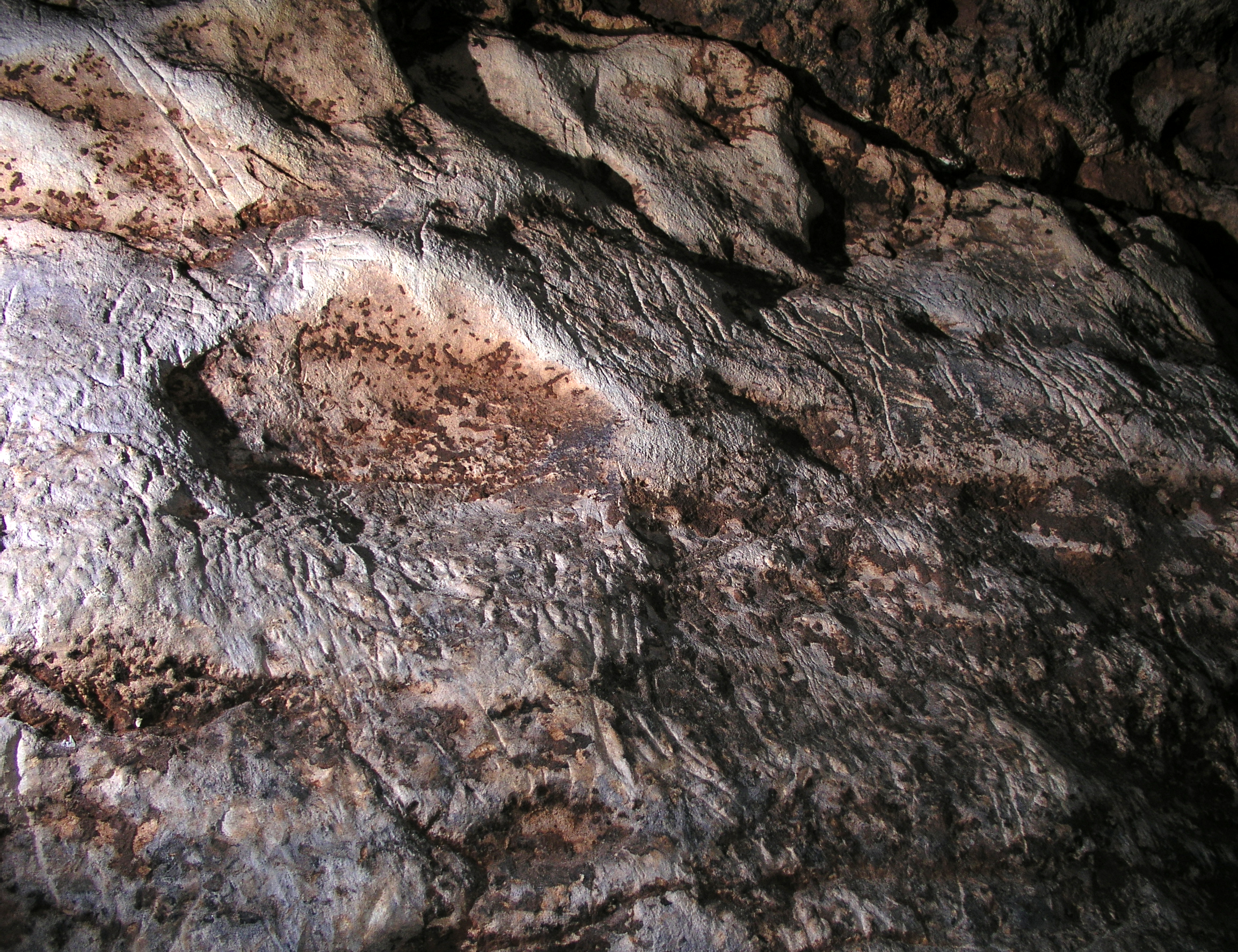
Griffades dans la galerie intermédiaire de l'aven de Noël, Bidon, Ardèche, France.
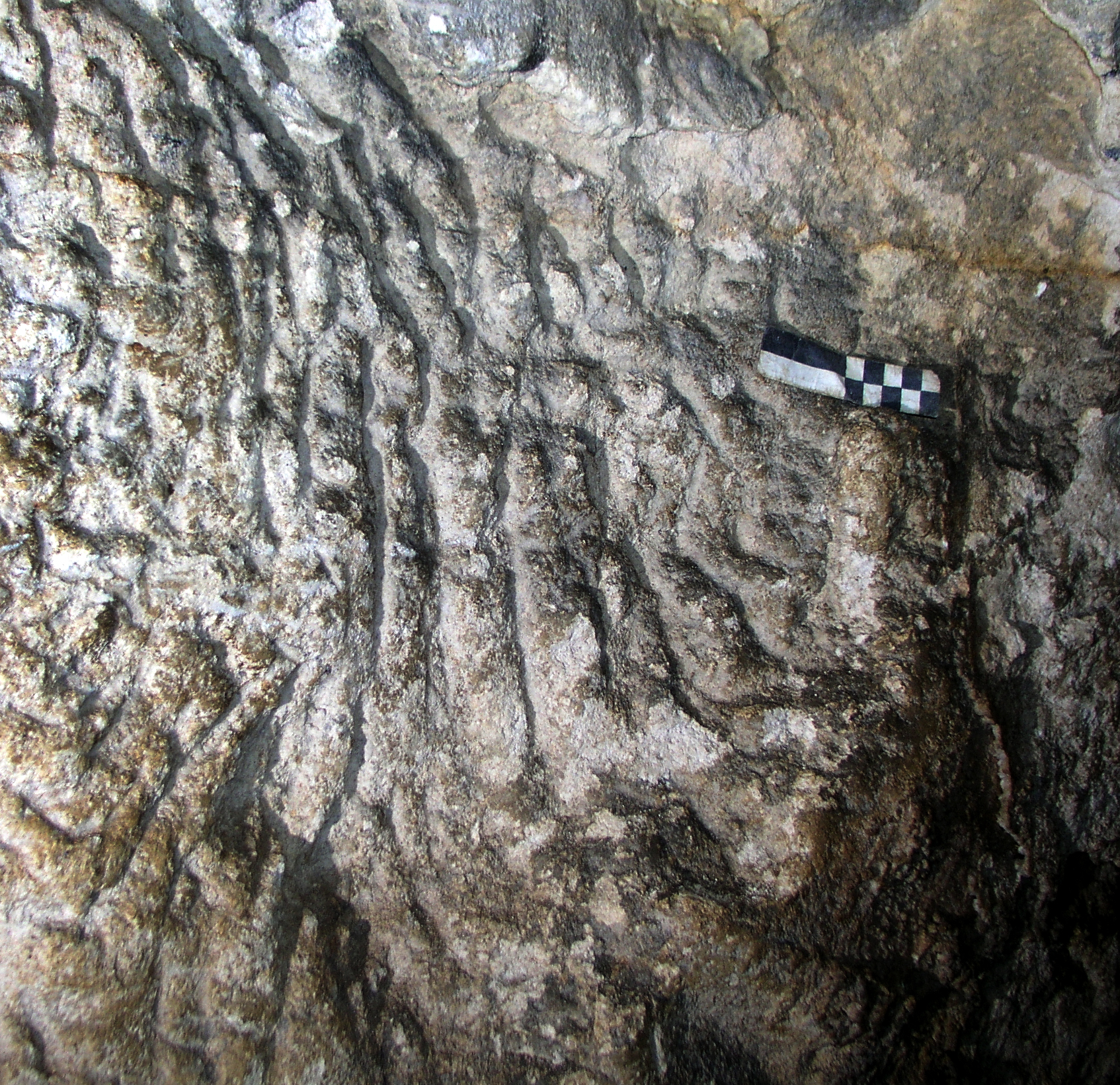
Griffades d'ours de la grotte des Faux-monnayeurs, Millau, Aveyron, France.